# Гилберт Аринас
Гилберт Џеј Аринас млађи (енгл. Gilbert Jay Arenas Jr.; Тампа, 6. јануар 1982) амерички је бивши кошаркаш који је играо на позицијама плејмејкера и бек шутера.

## НБА каријера
На НБА драфту 2001. изабрали су га Голден Стејт вориорсии као 31. пик. У својој другој сезони (2002/03) добио је награду за играча који је највише напредовао, након чега су уследиле понуде бројних екипа. За Визардсе се одлучио након бацања новчића; бацао га је 10 пута, од којих је Вориорсе добио 7, а Визардсе 3 пута. Трипут је биран на Ол-стар утакмицу и трипут у идеални тим НБА (2004/05, 2005/06 и 2006/07).
С Визардсима је потписао шестогодишњи уговор вредан 65 милиона долара. Прва сезона у Визардсима прошла је разочаравајуће јер се већину сезоне мучио с повредом трбушног мишића. Међутим, Аринас је другу сезону (2004/05) у Вашингтону одиграо на високом нивоу. С Ларијем Хјузом (22 ппу) чинио је најбољи бековски тандем НБА лиге. Први пут у каријери изабран је на ол-стар утакмици. Одвео је Вашингтон до 45 победа у сезони и првог доигравања након 1997. Био је први стрелац екипе и седми стрелац лиге с 25,5 ппу. Са 2,24 украдене лопте по утакмици био је шести крадљивац лиге, док је његов саиграч Хјуз био водећи у тој категорији (2,93).
Познат по жестокој борбености и понекад необичном понашању, убрзо је постао омиљен међу навијачима Визардса. У 5. утакмици 1. круга доигравања Источне конференције 2005. Аринас је с 5 метара скоком уназад погодио шут за победу Визардса 112:110 над Чикаго булсима.
Током 2005/06. одиграо је сезону каријере; просечно је постизао 29,3 поена (4. стрелац лиге), 6,1 асистенцију и 2 украдене лопте (такође 4. у лиги). Упркос својим постигнућима, није изабран за ол-стар утакмицу. На ол-стару је наступио на такмичењу у тројкама, где је завршио као другопласирани иза победника, Дирка Новицког. Током предсезоне изјавио је да је спреман на смањивање плате како би Визардси набавили додатни новац за довођење нових појачања. Исто тако изразио је жељу за освајањем титуле НБА првака с Визардсима.
Током сезоне 2006/07. истакао се као одличан шутер у одлучујућим тренуцима. 3. јануара 2007. с више од 9 метара погодио је победничку тројку за 108:105 над Милвоки баксима. Две недеље касније, на дан Мартина Лутера Кинга, у победи против Јута џеза 114:111 убацио је 51 поен и погодио победничку тројку са звуком сирене. 21. марта 2007. такође је погодио полагање с истеком времена за победу против Сијетл суперсоникса.
Дана 17. децембра 2006. у победи с продужетком (147:141) против Лос Анђелес лејкерса убацио је рекорд каријере од 60 поена, те придодао 8 скокова и исто толико асистенција. Неколико дана касније против Финикс санса убацио је 54 поена, зауставивши низ Сунса од 15 победа заредом. Занимљиво је да су управо Визардси још раније прекинули и низ Далас маверикса, који је износио 12 победа, пре него што су налетели на Аринасову екипу. У фебруару 2007. први пут у каријери као члан стартне петорке изборио је наступ на ол-стар утакмици, претекавши последњег дана гласања играча Њу Џерси нетса, Винса Картера.
Крајем сезоне, у утакмици против Шарлот бобкетса, Аринас је након пада Џералда Воласа на његово лево колено повредио медијални колатерални лигамент и пропустио остатак сезоне. Визардси су се тако мучили до краја сезоне без двојице важних играча јер је и Карон Батлер такође био повређен. Визардси су на крају изборили доигравање, али су испали у 1. кругу од Кливленд кавалирса.
Почетком нове сезоне 2007/08. Аринас је наступио у 8 утакмица и с просечно 22,4 поена, 4,4 скока и 5,9 асистенција по утакмици био први стрелац и асистент своје екипе. Тада је морао да оде на операцију због обновљене повреде истог колена и због тога је 3 месеца био ван паркета. 2. априла 2008. у поразу од Милвоки бакса са 17 постигнутих поена вратио се на паркет. Двадесетак дана касније вратио се у праву форму и против СуперСоницса са звуком сирене поентирао за победу Визардса 108:106. Одиграо је одличну утакмицу и забележио 42 поена, 4 скока и 7 асистенција. У доигравању није играо пуно јер је изјавио да није још спреман за потпуни опоравак. Ускоро је отишао на трећу операцију, којом су уклоњене заостале ситне честице у колену које узрокују болове и иритацију.
На крају сезоне имао је опцију да прекине последњу годину свог уговора с клубом и да постане слободан играч или да одигра последњу годину уговора у којој ће добити 12,8 милиона долара. Одлучио се за прву опцију, те рекао управи клуба да ће остати ако доведу дуо Ентвон Џејмисон - Карон Батлер и њему повећају плату. Председник Визардса Ерни Гранфелд обећао је да ће довести обојицу, а Аринас је добио нови шестогодишњи уговор вредан 111 милиона долара.
За Визардсе у сезони 2008/09. није играо ни једну утакмицу све док се на паркете није вратио у марту 2009. против Детроит Пистонса, након скоро године одсуства. Провео је 30 минута на паркету и за то време остварио учинак од 15 кошева и 10 асистенција, а имао је прилику и да постане јунак утакмице, али је његов шут за победу 3 секунде пре последње сирене блокирао Кваме Браун. Аринас је у протеклих 18 месеци колена оперисао чак три пута и пропустио 156 од укупно 173 утакмице (укључујући доигравање).

## Занимљивости
Дана 18. фебруара 2007, током паузе на ол-стар утакмици, кад је група Елвисових имитатора изводила забавну тачку, Аринас је закуцао лопту пробацивши је кроз ноге, претходно се одразивши с трамбулине. Према блогу NBA.com, Шакил О’Нил обећао је 100.000 долара за Аринасову добротворну организацију Зер0 2 Хер0 ако то учини.
За сваки поен који постигне на домаћем терену у сезони 2006/07. одлучио је да уплати 100 долара у добротворне сврхе. Власник Визардса Ејб Полин придружио се и плаћао сваки поен на гостујућим утакмицама.